# Jasmin Bhasin
Jasmin Bhasin est une actrice et mannequin indienne connue pour avoir incarné Twinkle Taneja Sarna dans Tashan-e-Ishq de Zee TV, ainsi que Teni Bhanushali dans Dil Se Dil Tak de Colors TV. 
Bhasin a également joué dans des films. Elle a notamment fait ses débuts au cinéma à travers le film tamoul Vaanam en 2011. Elle a interprété Nayantara dans Naagin de Colors TV : Bhagya Ka Zehreela Khel depuis 2019.

## Jeunesse
Bhasin est né et a grandi à Kota au Rajasthan. Elle est diplômée d'une école hôtelière de Jaipur. 

## Carrière
Bhasin a commencé sa carrière de mannequin avec des publicités dans des magazines et des spots télévisés.  
En 2011, Bhasin a fait ses débuts d'actrice avec le film tamoul Vaanam. Elle a ensuite travaillé dans des films du Sud de l'Inde comme Karodpathi, Veta et Ladies & Gentlemen et est également apparue dans des publicités commerciales.  
En 2015, Bhasin a été choisie pour le principal rôle féminin dans la populaire série romantique de Zee TV Tashan-E-Ishq. Aux Zee Rishtey Awards 2015, elle a remporté le prix du favori Nayi Jodi avec Sidhant Gupta. Elle a également été récompensée en tant que meilleure débutante aux Gold Awards de 2016,. 
En 2017, elle a décroché le rôle principal de « Teni » dans l'émission de Colours TV Dil Se Dil Tak,.  
En 2019, elle a joué le rôle principal de « Happy » dans Dil Toh Happy Hai Ji sur Star Plus, mais l'a rapidement quitté car le déroulement du scénario ne lui plaisait pas : elle n'était pas satisfaite de jouer le rôle d'une mère, et a par conséquent été remplacée par Donal Bisht,. Elle a également été vue dans la neuvième saison de la populaire émission Khatron Ke Khiladi sur Colours TV, où elle a été éliminée en demi-finale. En novembre 2019, Bhasin a rejoint le casting de Naagin 4 en  tant que Nayantara. Mais les choses n'ont pas fonctionné et Rashmi Desai l'a remplacée. 

## Filmographie

### Télévision
| Année     | Spectacle                         | Rôle           | Canal     | Remarques                  |
| --------- | --------------------------------- | -------------- | --------- | -------------------------- |
| 2015-2016 | Tashan-E-Ishq                     | Twinkle Taneja | Zee TV    |                            |
| 2017–2018 | Dil Se Dil Tak                    | Teni           | Colors TV |                            |
| 2019      | Fear Factor: Khatron Ke Khiladi 9 | Concurrent     | Colors TV |                            |
| 2019      | Dil Toh Happy Hai Ji              | Heureux Mehra  | Star Plus | Remplacé par Donal Bisht   |
| 2019-2020 | Naagin: Bhagya Ka Zehreela Khel   | Nayantara      | Colors TV | Remplacé par Rashami Desai |
| 2020      | Fear Factor: Khatron Ke Khiladi   | Concurrent     | Colors TV |                            |

### Films
| Année | Titre                 | Rôle        | Langue    |
| ----- | --------------------- | ----------- | --------- |
| 2011  | Vaanam                | Priya       | Tamil     |
| 2014  | Karodpathi            |             | Kannada   |
| 2014  | Attention aux chiens  | Meghna      | Malayalam |
| 2014  | Dillunnodu            | Chaithra    | Telugu    |
| 2014  | Veta                  | Sonal       | Telugu    |
| 2015  | Mesdames et messieurs | Anjali      | Telugu    |
| 2016  | Jil Jung Juk          | Soni Sawant | Tamil     |

## Récompenses et nominations
| Année | Prix      | Catégorie                                      | Spectacle     | Résultat   |
| ----- | --------- | ---------------------------------------------- | ------------- | ---------- |
| 2016  | Prix d'or | Meilleur début (féminin)                       | Tashan-E-Ishq | Lauréat    |
| 2016  | Prix d'or | Jodi les plus populaires (Avec Sidhant Gupta ) | Tashan-E-Ishq | Nomination |